# Технички и транспортни музеј Мађарске
Технички и транспортни музеј Мађарске (мађ. Magyar Műszaki és Közlekedési Múzeum, мађ. Közlekedési Múzeum), је музеј у Будимпешти, Мађарска. То је једна од најстаријих колекција транспортних средстава кроз историју у Европи.
Музеј поседује јединствену колекцију локомотива и железничких вагона у размери 1:5. То значи да се локомотива дужине, на пример, 10 m репродукује са свим детаљима у моделу дужине 2 m. Модели представљају широк спектар железничке технологије. Музеј приказује и локомотиву и вагон у правој величини са железничком станицом из 1900-их.
Приказани су и остали делови музеја:
- Историја друмског саобраћаја: вжВозила на коњске и машинске погоне, изградња путева и мостова са колекцијом старих аутомобила, мотоцикала и бицикала.
- Историја једрења. Пловећи од праисторије, историја мађарске производње чамаца приказана је моделима.
- Дубље у парку налази се стална изложба о историји летења и свемирских летова, укључујући оригиналне мађарске и стране авионе, укључујући Јункерс Ф-13, први транспортни авион од метала. Такође има кабину првог мађарског астронаута, Берталана Фаркаша. Изложба такође демонстрира развој мотора и инструмената и модерне технике ракетног инжењеринга.

Историја градског превоза показује јавни саобраћај у Буди и Пешти пре појаве трамваја и омнибуса.
Музеј такође поседује колекцију авиона у Аеропарку, музеју ваздухопловства посвећеном историји мађарског цивилног ваздухопловства, поред Међународни аеродром Ференц Лист у Будимпешти.

## Туристичке информације
- Адреса: 11 Варослигети корут, XIV Будимпешта

Југоисточни угао Градског парка
Музеј је привремено затворен због реконструкције. Након реконструкције биће подигнута потпуно нова зграда за обновљену збирку.